# Beat & Soul
Beat & Soul, album utgivet i september 1965 av The Everly Brothers. Beat & Soul var duons tolfte LP och den nionde på skivbolaget Warner Brothers.
Albumet nådde Billboard-listans 141:e plats.

## Låtlista
Placering i England=UK
1. Love Is Strange (Ethel Smith) (UK #11)
2. Money (That's What I Want) (Bradford, J./Berry Gordy, Jr.)
3. What Am I Living For (Art Harris/Fred Jay)
4. Hi Heel Sneakers (Robert Higginbotham)
5. See See Rider (Ma Rainey)
6. Lonely Avenue (Doc Pomus)
7. Man With Money (Don Everly/Phil Everly)
8. People Get Ready (Curtis Mayfield)
9. My Babe (Willie Dixon)
10. Walking The Dog (Rufus Thomas)
11. I Almost Lost My Mind (Ivory Joe Hunter)
12. The Girl Can't Help It (Bobby Troup)

När skivbolaget Warner Brothers återutgav albumet 2005 parades Beat & Soul ihop med albumet Rock'n Soul på en CD. Dessutom fanns nedanstående nio bonusspår på skivan:
1. You're My Girl (Don Everly/Phil Everly)
2. Don't Let The Whole World Know (Don Everly/Phil Everly)
3. Kiss Your Man Goodbye (första inspelade versionen) (Don Everly/Phil Everly)
4. Give Me A Sweetheart (John D. Loudermilk)
5. Follow Me (Don Everly/Phil Everly)
6. Don't Ya Even Try (Don Everly/Phil Everly)
7. Susie Q (italiensk version) (Eleanor Broadwater/Coleman Hawkins/Stan Lewis)
8. La Luna E Un Palido Sole (Ingrosso/Mogol)
9. Non Mi Resti Che Tu (Corrado Lojacono/Nisa)